# Jim Price
James E. "Jim" Price (ur. 27 listopada 1949 w Russellville) – amerykański koszykarz, obrońca, uczestnik NBA All-Star Game, wybrany do drugiego składu najlepszych obrońców NBA.

## Osiągnięcia
NCAA
- Uczestnik NCAA Final Four (1972)[3]
- Zaliczony do:
  - I składu:
    - NCAA Final Four (1972)[4]
    - All-MVC (1971–1972)

  - II składu All-American (1972)[5]
  - Koszykarskiej Galerii Sław Indiany – Indiana Basketball Hall of Fame (2008)[6]

NBA
- Wicemistrz NBA (1973)[7]
- Uczestnik meczu gwiazd NBA (1975)[1]
- Wybrany do:
  - I składu debiutantów NBA (1973)[8]
  - II składu defensywnego NBA (1974)[2]